# 斯捷帕尼夫卡 (洛佐瓦區)
49°5′56″N 36°16′13″E / 49.09889°N 36.27028°E
斯泰帕尼夫卡（烏克蘭語：Степанівка）是位於烏克蘭東部的村莊，由哈爾科夫州洛佐瓦區的洛佐瓦市鎮負責管轄。該村始建於1914年，面積0.37平方公里，2001年人口79，人口密度每平方公里212.9人。